# Варваровка (Кадомский район)
Варваровка — деревня в Кадомском районе Рязанской области. Входит в Восходское сельское поселение.

## География
Находится в восточной части Рязанской области на расстоянии приблизительно 14 км на запад-юго-запад по прямой от районного центра поселка Кадом.

## История
Образована была деревня в начале XIX века, когда помещица Е. А. Малевинская поселила здесь своих крестьян. Первоначальное название было Выселка, нынешнее название дано было по местной речке. В 1862 году здесь (тогда деревня Темниковского уезда Тамбовской губернии) было учтено 6 дворов.

## Население
| 1984 | 2010 | 2023 |
| ---- | ---- | ---- |
| 120  | ↘15  | ↘10  |

Численность населения: 42 человека (1862 год), 33 в 2002 году (русские 100 %), 15 в 2010.